# 安东尼奥·奥佩斯
安东尼奥·奥佩斯（義大利語：Antonio Oppes，1916年8月26日—2002年6月8日），意大利男子马术运动员。他曾代表意大利参加1960年夏季奥林匹克运动会马术比赛，获得团体场地障碍赛铜牌。